# Demon Lord 2099
Maō 2099 (魔王2099?), también conocida como Demon Lord 2099 en inglés, es una serie de novelas ligeras japonesas escritas por Daigo Murasaki e ilustradas por Kureta. La historia gira en torno a Veltol Velvet Velsvalt, un malvado Señor Demonio de un mundo de fantasía que es derrotado en batalla y puesto a dormir durante 500 años. Cuando se despierta, descubre que su mundo como lo conocía se ha fusionado con la Tierra durante el año 2023. La trama se desarrolla en la Tierra en el año 2099, donde la magia se ha fusionado con la ingeniería y la Tierra se ha convertido en un mundo ciberpunk de fantasía.
La serie comenzó a ser publicada por Fujimi Shobo bajo su sello Fujimi Fantasia Bunko el 20 de enero de 2021 y la serie de novelas ligeras tiene la licencia en inglés de Yen Press. Una adaptación al manga de Kiiro Akashiro comenzó la serialización en línea en Shōnen Ace Plus de Kadokawa Shoten el 5 de noviembre de 2021 antes de ser eliminada del sitio web por razones desconocidas.
La segunda adaptación, ilustrada por Kan Sakurai, comenzó a serializarse en el mismo sitio web el 22 de marzo de 2023. Una adaptación de la serie al anime de J.C.Staff se estrenó el 13 de octubre de 2024.

## Sipnosis
En el mágico mundo de fantasía de Alneath, el villano Señor Demonio Veltol Velvet Velsvalt fue asesinado en batalla por el héroe Gram. 500 años después, su subordinada Machina Soleige usa magia para revivir a Veltol. Sin embargo, durante su tiempo fuera, Alneath sufrió una catástrofe conocida como "Fantasion" cuando se fusionó con el mundo industrial de la Tierra en el año 2023. Esto resultó en prejuicios entre varias razas, el colapso de las fronteras nacionales y guerras entre ciudades-estado recién establecidas.
Después de las guerras, estalló una paz relativa y la magia de Alneath se combinó con la industria de la Tierra para crear ingeniería mágica conocida como "maquinaria". Veltol revive en el año 2099 en la ciudad estado de Shinjuku (anteriormente Tokio), y junto con Machina y su amiga hacker Takahashi, intentará recuperar su poder y una vez más lograr dominar el mundo.

## Personajes
Veltol Velvet Velsvalt (ベルトール＝ベルベット・ベールシュバルト Berutōru Berubetto Bērushubaruto?)
 Seiyū: Satoshi Hino, Óscar Gamboa (español latino)
Un villano señor inmortal originario del mundo de fantasía de Alneath cuya ambición es gobernar el mundo. Muerto en batalla por el héroe Gram, no muere por completo y es reencarnado por su subordinada Machina 500 años después en 2099, momento en el que Alneath se ha fusionado con la Tierra. Veltol decide conquistar estos mundos fusionados, pero ahora es impotente debido a sus habilidades mágicas provenientes de la creencia de sus seguidores. Por lo tanto, trabaja con Machina y su amiga Takahashi para reconstruir a sus seguidores.
Machina Soleige (マキナ＝ソレージュ Makina Sorēju?)
 Seiyū: Miku Itō, Paola García (español latino)
Era una de los "Seis Pares Oscuros" de Veltol, sus seguidores más confiables, que tiene la capacidad de usar magia de fuego. También usó magia para revivir a Veltol y es su seguidora más leal. Como Veltol ha perdido sus poderes mágicos, se muda con Machina después de su resurgimiento.
Takahashi (高橋 Takahashi?)
 Seiyū: Hana Hishikawa, Harumi Nishizawa (español latino)
Una hacker nacida en el mundo de Alneath después del fenómeno Fantasion y amiga de Machina. Trabaja con su subordinada Machina para ayudar a Veltol a recuperar su poder.
Graham (グラム Gureamu?)
 Seiyū: Daisuke Namikawa, Miguel Ángel Ruiz (español latino)
Graham (llamado "Gram" en la traducción al inglés de la novela) es un héroe de Alneath que hace 500 años derrotó a Veltol en batalla, lo que provocó que cayera en un largo sueño hasta que Machina lo revivió. Por lograr esto, una diosa le otorgó a Graham la eterna juventud. Sin embargo, con el paso de los siglos sus logros fueron olvidados por la mayoría. Después del fenómeno Fantasion, Graham se convirtió en mercenario, pero desde entonces se ha desilusionado con el mundo.
Marcus (マルキュス Marukyusu?)
 Seiyū: Masaya Matsukaze, Luis Navarro (español latino)
El antagonista del Volumen 1. Marcus fue uno de los Seis Pares Oscuros de Veltol, que pueden usar magia de sangre. Después del fenómeno Fantasion, se convierte en el director de la megacorporación Ishimaru Heavy Magical Industries (IHMI). Cuando Veltol intenta reunir a los Seis Pares Oscuros, Marcus se niega a unirse, revelando que siempre ha odiado a Veltol desde el principio. Durante los 500 años en que Veltol estuvo dormido, Marcus desarrolló un reactor de éter para suministrar la energía de Shinjuku a partir de dos líneas de corriente de éter. Sin embargo, como dichas líneas son insuficientes para proveer la cantidad de éter necesario, Marcus hizo crear el Horno Inmortal bajo el reactor de éter en el cual mandó arrojar al resto de los Seis Pares Oscuros de Veltol para usarlos como "leña" y convertirlos en éter. Dado que al horno se está quedando sin leña, Marcus y Kinohara capturan a Makina para llevarla al horno y usarla como "leña".
Kinohara (木ノ原?)
 Seiyū: Shizuka Itō
La secretaria de Marcus que se entrenó en las instalaciones de élite de Ishimaru Heavy Magical Industries (IHMI).
Hizuki Reynard-Yamada (山田・レイナード＝緋月?)
 Seiyū: Aya Yamane
Meldia (メルディア?)
 Seiyū: Kaori Nazuka
Mag Rosanta (マグ＝ロサンタ?)
 Seiyū: Yōko Hikasa
Tratte Götel (トラート＝ゲーテル?)
 Seiyū: Hisako Kanemoto

## Medios

### Novelas ligeras

#### Lista de volúmenes
| N.º | Fecha de lanzamiento  | ISBN original      |
| --- | --------------------- | ------------------ |
| 1   | 20 de enero de 2021   | ISBN 9784040739588 |
| 2   | 20 de abril de 2021   | ISBN 9784040739632 |
| 3   | 20 de junio de 2023   | ISBN 9784040750101 |
| 4   | 19 de octubre de 2024 | ISBN 9784040756684 |

### Manga
La serie recibió dos adaptaciones de manga. La primera serie, ilustrada por Kiiro Akashiro, se serializó en línea en Shōnen Ace Plus de Kadokawa Shoten del 5 de noviembre de 2021 al 2022, antes de ser eliminada del sitio web por razones desconocidas. La segunda serie, ilustrada por Kan Sakurai, comenzó a serializarse en el mismo sitio web el 22 de marzo de 2023. Los capítulos de la segunda serie se recopilaron en tres volúmenes tankōbon a partir de marzo de 2024.

#### Lista de volúmenes
| N.º | Fecha de lanzamiento     | ISBN original          |
| --- | ------------------------ | ---------------------- |
| 1   | 26 de octubre de 2023    | ISBN 978-4-04-114247-9 |
| 2   | 24 de marzo de 2024      | ISBN 978-4-04-114761-0 |
| 3   | 25 de septiembre de 2024 | ISBN 978-4-04-115392-5 |

### Anime
Se anunció una adaptación al anime durante el AnimeJapan el 25 de marzo de 2023. Más tarde se reveló que era una serie de televisión producida por J.C.Staff y dirigida por Ryō Andō, con Yūichirō Momose escribiendo y supervisando los guiones de la serie, Ryousuke Tanigawa diseñando los personajes y Tatsuya Katō componiendo la música. Se estrenará el 13 de octubre de 2024. El tema de apertura es «Hollow», interpretado por Shiyui, mientras que el tema de cierre es «Spira», interpretado por sekai. Crunchyroll obtuvo la licencia de la serie fuera de Asia.Muse Communication obtuvo la licencia de la serie en el Sudeste asiático.
El 18 de septiembre de 2024, Crunchyroll anunció que la serie había recibido un doblaje en español latino, la cual se estrenó el 2 de noviembre.

## Recepción
Maō 2099 ganó el 33º Gran Premio Fantasia.